# Justice sauvage (film, 1991)
Pour les articles homonymes, voir Justice sauvage.
Pour plus de détails, voir Fiche technique et Distribution.
Justice sauvage (Out for Justice) est un film d'action américain réalisé par John Flynn, sorti en 1991.

## Synopsis
Un flic aux méthodes expéditives de New York traque un caïd de la drogue de sa connaissance, qui a tué son collègue et ami d'enfance.
Gino Felino et Richie Madano ont vécu dans le même quartier à New York. Mais Richie est devenu un trafiquant de drogue accro à la drogue, tandis que Gino a choisi le bon côté de la justice en devenant policier à Brooklyn et est marié et père d'un garçon. Un jour, le malfrat tue le coéquipier et ami d'enfance du policier, Bobby Lupo sous les yeux de sa famille. Gino part à sa recherche afin de le faire payer tandis que Don Vittorio, le caïd à qui appartient le territoire où Lupo fut tué, envoie ses hommes aux traces de Madano…

## Fiche technique
- Titre original : Out for Justice
- Titre français et québécois : Justice Sauvage
- Réalisation : John Flynn
- Scénario : David Lee Henry
- Musique : David Michael Frank
- Directeur de la photographie : Ric Waite
- Montage : Don Brochu (de) et Robert A. Ferretti
- Distribution des rôles : Pamela Basker et Sue Swan
- Création des décors : Gene Rudolf
- Direction artistique : Stephen Myles Berger
- Décorateur de plateau : Gary Moreno et Ronald R. Reiss
- Création des costumes : Richard Bruno
- Productions : Arnold Kopelson et Steven Seagal
- Coproducteur : Peter MacGregor-Scott
- Producteur exécutif : Julius R. Nasso et John Bruno
- Productrice associée : Jacqueline George
- Société de production : Warner Bros et Time Warner
- Société de distribution : Warner Bros
- Budget : 14 millions $
- Pays de production : États-Unis
- Langue : anglais
- Genre : Action, policier
- Durée : 91 minutes
- Date de sortie en salles :
  - États-Unis : 12 avril 1991
  - France : 30 octobre 1991 (inédit à Paris, distribué en province[1])
- Classifications :
  - USA MPAA : R (Restricted)
  - France CNC : interdit aux moins de 16 ans[Note 1]

## Distribution
- Steven Seagal (VF : Michel Vigné ; VQ : Hubert Gagnon) : Détective Gino Felino
- William Forsythe (VF : Luc Florian ; VQ : Éric Gaudry) : Richie Madano
- Jerry Orbach (VF : Jacques Deschamps ; VQ : André Montmorency) : Capitaine Ronnie Donziger
- Jo Champa (VF : Micky Sébastian) : Vicky Felino
- Shareen Mitchell (VF : Isabelle Ganz ; VQ : Hélène Mondoux) : Laurie Lupo
- Sal Richards (VF : Mario Santini ; VQ : Léo Ilial) : Frankie
- Gina Gershon (VF : Marie Vincent ; VQ : Élise Bertrand) : Pattie Madano
- Jay Acovone (VF : Lionel Henry ; VQ : Serge Turgeon) : Bobby Arms
- Nick Corello : Joey Dogs
- Robert LaSardo : Bochi
- John Toles-Bey : King
- Joe Spataro (VF : José Luccioni) : Détective Bobby Lupo
- Ed Deacy : Détective Deacy
- Ronald Maccone (VF : Henry Djanik) : Don Vittorio
- Anthony DeSando (VF : Michel Mella ; VQ : Jean-Luc Montminy)  : Vinnie Madano
- Gianni Russo (VF : Jean-Pierre Moulin) : Sammy
- Dominic Chianese : Mr. Madano
- Vera Lockwood : Mrs. Madano
- Julianna Margulies : Rica
- Dan Inosanto : Sticks
- John Leguizamo : un garçon dans la ruelle
- Jorge Gil : Chase
- Shannon Whirry (VF : Rafaele Moutier) : Terry Molloy
- Charles Guardino (VF : Daniel Russo) : un serveur

Référence VQ : Doublage Québec

## Bande originale
Label Varese Sarabande, 1993 (Soundtrack)
1. Don't Stand in My Way - Gregg Allman
2. Shake the Firm
3. Temptation
4. When the Night Comes Down - Todd Smallwood
5. One Good Man - Kymberli Armstrong
6. Puerto Riqueno - Michael Jiménez
7. Bad Side of Town - Sherwood Ball
8. Bigger They Are (The Harder They Fall)
9. Main Title  - David Michael Frank
10. One Night in Brooklyn  - David Michael Frank
11. Final Encounter  - David Michael Frank

## Production
Le tournage a eu lieu du 9 octobre 1990 au 29 janvier 1991 à Brooklyn (New York) et à Los Angeles.

## Accueil

### Réception critique
Le film a généralement reçu des critiques négatives. Il était à l'origine classé NC-17 pour sa violence brutale et graphique. Plusieurs coupes ont été faites pour la sortie du film à l'étranger. Au Royaume-Uni en particulier, plusieurs scènes d'action macabres ont été coupées pour la sortie de la vidéo, ce qui réduit la durée de 54 secondes. Il a ensuite été publié non coupé pour le DVD.
Sur le site Rotten Tomatoes, le film a obtenu un taux d'approbation de 23 % basé sur 22 avis. Sur Metacritic, le film a obtenu une note de 38⁄100 basée sur 12 critiques. Les spectateurs interrogés par CinemaScore ont attribué au film une note moyenne de "B +" sur une échelle de A + à F.

### Sortie et box-office
Le long-métrage sort le 12 avril 1991 dans 2 010 salles aux États-Unis et prend directement la première place du box-office avec 10 524 026 $ lors de son premier week-end à l'affiche et gardera la tête du box-office la semaine suivante. Il s'agit du troisième film consécutif avec Steven Seagal à démarrer à la première place sur le territoire américain. Son exploitation en salles se finit avec 39 673 161 $, ce qui est un certain succès commercial par rapport à son budget de 14 000 000 $.
En France, le film connaît une sortie limitée en salles le 30 octobre 1991 en étant distribué uniquement en province avant d'être distribué en VHS en février 1992.

## Autour du film
- Matthew Madonna de la Famille Lucchese est le mafieux, tueur psychotique qui inspire le personnage de Richie Madano.
- Premier rôle au cinéma pour Julianna Margulies, trois ans avant de se faire connaître avec le rôle de Carol Hathaway dans Urgences.
- Le juron fuck est prononcé 114 fois dans le film[6].
- Lors de la scène de bagarre entre Gino et Richie, Steven Seagal a accidentellement blessé William Forsythe au nez en cognant ce dernier contre un mur.